# キーストン
キーストン（1962年3月15日 - 1967年12月17日）は、日本の競走馬である。
中央競馬において、デビュー年の1964年に5連勝を挙げて啓衆社賞最優秀3歳牡馬を受賞、翌1965年のクラシック戦線ではダイコーターとライバル関係を築き、東京優駿（日本ダービー）に優勝して最優秀4歳牡馬と最良スプリンターに選出された。
1967年に出走した阪神大賞典の競走中に左前脚を脱臼し、予後不良と診断されて安楽死の措置がとられた。故障発生後、自身の苦痛をおして馬場上で昏倒する騎手・山本正司の様子を気遣うような仕種を見せた。JRAの公式テレビコマーシャルメッセージでも放映されたりするなどで、後世に語り継がれている。
馬名は、アメリカ・ペンシルベニア州のハリスバーグとニューヨークを結ぶ短距離列車の名称「キーストーン」に由来する 。

## 経歴
1962年、北海道浦河町の高岸繁牧場に生まれる。父は1959年にアイルランドから輸入されたソロナウェー、母リットルミッジはイギリスからの輸入馬で、本馬は日本における2番仔であった。幼名は「高敏」。競走年齢の3歳となった1964年、当時有力馬主の一名であった伊藤由五郎の所有馬となり、「キーストン」と改名されて京都競馬場の松田由太郎厩舎に入った。
馬名はアメリカ合衆国でニューヨークからペンシルベニアを結ぶ特急列車の愛称「Keystone」に由来する。日本調教馬で、鉄道関連から馬名が付けられたのは、他にはコダマやシンツバメなど、数頭が存在していた。
主戦騎手を務める山本正司によれば、キーストンは「体は小さいし、気質も大人しく、なんの特徴もない馬で、また動きは固くぎこちなかった。駈歩では良好な動きを見せたが、それを踏まえても大きな期待を抱かせる馬ではなかった」という。

### 戦績

#### 皐月賞まで
1964年7月12日、函館競馬場で山本を鞍上にデビュー。この初戦を10馬身差で圧勝すると、以後これを含め5連勝。レコード優勝3回うち2つはコースレコードという成績で3歳シーズンを終え、この年の最優秀3歳牡馬に選出された。当初の印象を覆す活躍について、山本は「馬の個性も色々あって、最初からいいのもいるけど、初めはなんだかよくわからなくて、時間が経つに連れていいところが出てくる馬がいるものです。キーストンもそういうタイプだったんですね」と語っている。
名実ともに翌年のクラシックに向けての有力候補に数えられたが、距離適性について「1600mまでの馬」との見方もあり、中長距離となるクラシックへの距離不安も囁かれていた。
3ヶ月の休養後、クラシック三冠初戦の皐月賞に備え東上、前哨戦の弥生賞を3馬身差で制し、重賞初勝利を挙げた。山本にとっても、これがデビュー10年目での重賞初勝利であった。この同日に京都競馬場で行われたきさらぎ賞で、デビュー前からクラシック候補と注目され、キーストンが2戦目に負かしていたダイコーターが優勝。鞍上は山本の兄弟子である栗田勝が務めており、競走後、栗田から山本へ「キーストンオメデトウ コチラモラクシヨウ コンドワマカス」という電報が届けられた。
次走のスプリングステークスで東上してきたダイコーターと再戦。当日はキーストンが単勝支持率65.9%という圧倒的1番人気に支持されたが、栗田の予告通り、1馬身強の差でダイコーターが勝利。キーストンは6戦目で初めての敗戦を喫した。スプリングステークスはキーストンの限界と見られた距離より200m長い1800mの競走であり、マスコミからは「距離の差で負けた」という見方が伝えられ、皐月賞に向けて評価を落とす結果となった。
20日後に迎えた皐月賞では、ダイコーターが50%超の単勝支持を受けて1番人気、キーストンは2番人気となった。レースでは20頭立ての19番枠から逃げを打ったが、最後の直線を前に失速、ダイコーターを破ったチトセオー（7番人気）の14着に終わった。前走から14kg減という馬体の細化が大敗の要因とされている。
競走後、馬主の伊藤が調教師の松田と、山本の師匠・武田文吾に騎手交代の是非を問うた。しかし松田は「キーストンには山本が一番合っている」と伊藤を説得し、武田も「山本に乗せてやって下さい」と頼んだことから、キーストンの鞍上は山本のまま据え置かれた。山本はこの数年前まで武田厩舎の所属であったが、騎乗機会に恵まれないことに不満を抱いて松田厩舎へ移籍した経緯があり、後にこの話を聞いた際に「松田先生に感謝すると同時に、武田さんには本当に厩舎を飛び出したことを申し訳なく思いました」と述懐している。

#### 日本ダービー優勝
その後キーストンは体調を戻し、オープン戦勝利を経て、日本ダービーを迎えた。直前にはダイコーターが馬主である橋元幸吉から上田清次郎へダービー1着賞金の倍額以上となる2500万円（2000万円とも）でトレードされ、「ダービーを金で買えるか」という論争が湧き起こっていた（上田は皐月賞前にキーストン買収を申し入れていたが、拒否されていた）。騒動の中、当日は血統的特徴から距離延長 (2400m) が歓迎されたダイコーターが圧倒的1番人気に支持され、逆に距離不安を抱え、当日雨による不良馬場で持ち味のスピードも活かせないと見られたキーストンは離れた2番人気となった。レースではキーストンが2番枠から先頭に立ち、後続を引き離して逃げを打った。後続はこれに競り掛けず、キーストンは単騎のまま楽なペースで道中を進んだ。ダイコーターは不良馬場の上で追走に苦労しており、キーストンは2番手に数馬身の差を付けたまま最終コーナーを回ると、最後の直線を逃げ切り、追い込んだ2着ダイコーターに1馬身3/4差を付けてダービー優勝を果たした。ダービージョッキーとなった山本は、これが騎手生活を通じて唯一の八大競走優勝となった。後にレースを回顧し、不良馬場がキーストンには有利に、ダイコーターには不利に働いたこと、ダービー初騎乗のため、却って緊張感なく乗ることができた点などを勝因として挙げ、またダイコーターと互角に渡り合うため、「最後の1マイル (1600m) だけ全力で出し切る」という作戦で乗っていたと語っている。

#### 日本ダービー以降、阪神大賞典まで
ダービーの後は休養に入り、9月に函館で復帰。緒戦から3連勝を挙げ、菊花賞を迎えた。ダイコーターもダービー後の休養・復帰から3連勝で臨み、当日はダイコーター1番人気、キーストン2番人気となった。レースは先行するキーストンの直後で栗田ダイコーターが徹底的なマークを続け、キーストンはゴール前で3/4馬身かわされて2着となった。
12月にはオープン戦に勝利したが、調子が落ちていると判断され、年末のグランプリ・有馬記念を回避してシーズンを終えた。ダービー優勝と年間10戦7勝の安定した成績が評価され、翌1月には当年の最優秀4歳牡馬と最良スプリンターのタイトルを受賞した。なお、フリーハンデではダイコーターの方が上位に据えられており、翌シーズンに向けての期待はダイコーターの方が高かったとされている が、ダイコーターは翌年以降不振に陥り、最終的に障害馬としてキャリアを終えた。その後種牡馬として成功を収めている。
キーストンは年明けの金杯（西）から復帰し、3馬身差で勝利。しかし続く大阪杯で7着と敗れると、オープン戦勝利から春の目標とした天皇賞・春は、1歳上のハクズイコウらに完敗し、5着となった。さらに秋に備えて休養に入った先で脚を傷めて長期の休養を余儀なくされ、療養は1年以上に及んだ。
6歳となった1967年7月に函館競馬場で復帰する。復帰戦こそ2着となったが、以後夏から秋にかけて得意の短中距離で4連勝を遂げる。復活と見た陣営は、年末の有馬記念への登録を行ったが、遠征が脚への負担となると考え予定を変更し、地元関西の阪神大賞典に出走した。

#### 阪神大賞典での故障と最期
有力馬の多くが有馬記念に向かっていたこともあり、5頭立ての少頭数で行われ、キーストンは1番人気に支持されていた。スタートが切られると常の通り逃げを打ち、周回2周目の最終コーナーを回った時点では、スパートを掛けてきた後続に対して、山本は手綱を抑えたままであった。しかし直線を向いてスパートを掛けた際、ゴール手前約300mの地点で故障を発生。キーストンは前のめりにバランスを崩し、落馬した山本は頭を強打して脳震盪を起こし、一時的に意識を失った。キーストンは惰性で数十メートルを進んだ後に転倒したが、再び立ち上がって昏倒する山本を振り返り、故障した左前脚を浮かせた3本脚の状態で傍らへ歩いていった。この時、山本は一時的に意識を取り戻しており、以降の出来事について以下のように語っている。
この様子を目の当たりにしたのは場内のファンに留まらず、テレビ中継においても一部始終が放映されており、実況を担当していた関西テレビアナウンサー・松本暢章は、声を詰まらせながら必死に様子を伝えた。観客席も騒然とし始め、「もう歩くな」と呼び掛ける者、係員に「何とか助けられんのか」と涙ながらに詰め寄る者もいた。キーストンは山本の手を離れて馬運車に収容された後、左第一指関節完全脱臼で予後不良と診断され、直後に安楽死の処置を施された。山本が再び意識を回復したのはキーストンの死後であった。

### 死後
キーストンの事故、山本との最後の様子はファンの間で反響を呼んだ。競馬ファンであった文筆家の寺山修司はキーストンをテーマに「夕陽よ、急ぐな」というエッセイを書き、阪神大賞典でテレビ中継の解説者として事故に遭遇した詩人の志摩直人は、「ソロナ家の紋章」という詩を発表、また、タレント・歌手の諸口あきらは、自身のレコードアルバムで「キーストン・ブルース」という曲を発表した。キーストンの「物語」は、往時を知らないファンにも広く伝えられており、競馬漫画家のよしだみほは、競馬を知り始めたファンが触れる「教科書系名馬」と評している。
山本は1973年をもって騎手を引退、調教師に転身した。調教師としては、その引退までに通算555勝、GI級競走8勝を含む重賞32勝と、第一線で活動を続けた。山本は「キーストンが生きていれば、その子に跨ることを楽しみに、もっと長く騎手を続けていた」と語る 一方で、自身の調教師活動に関するキーストンの影響について、以下のようにも語っている。
2000年に日本中央競馬会が行ったファン投票による名馬選定企画「Dream Horses 2000」では、1264票を集めて69位に付けられた。同時期に競馬会の機関広報誌『優駿』が発表した「20世紀のベストホース100」にも名を連ね、また同誌が2010年に通巻800号記念として行った「The Greatest Horses100」では、識者・読者の投票で48位に据えられている。

## 競走成績
| 年月日 | 年月日 | 年月日 | 競馬場 | 競走名                 | 頭 数 | 馬 番 | 人気 | 着順     | 距離          | タイム  | 騎手     | 着差      | 勝ち馬 / （2着馬）     |
| ------ | ------ | ------ | ------ | ---------------------- | ----- | ----- | ---- | -------- | ------------- | ------- | -------- | --------- | ---------------------- |
| 1964   | 7.     | 12     | 函館   | オープン               | 4     | 2     | 1人  | 1着      | 芝1000m（不） | 1.02.3  | 山本正司 | 10馬身    | （ラッキーダブル）     |
|        | 7.     | 25     | 函館   | 3歳特別                | 3     | 3     | 1人  | 1着      | 芝1000m（良） | R0.59.6 | 山本正司 | 7馬身     | （シルバーヘア）       |
|        | 8.     | 15     | 札幌   | 3歳特別                | 6     | 4     | 1人  | 1着      | ダ1200m（不） | R1.12.3 | 山本正司 | 10馬身    | （ヤマヒサクイン）     |
|        | 11.    | 15     | 京都   | オープン               | 6     | 6     | 2人  | 1着      | 芝1200m（稍） | 1.14.0  | 山本正司 | 2馬身     | （ベロナ）             |
|        | 11.    | 29     | 京都   | 京都3歳S               | 12    | 2     | 1人  | 1着      | 芝1500m（良） | R1.32.0 | 山本正司 | 1 1/2馬身 | （キョウエイホマレ）   |
| 1965   | 2.     | 28     | 東京   | 弥生賞                 | 16    | 1     | 1人  | 1着      | 芝1600m（良） | 1.36.9  | 山本正司 | 3馬身     | （ヒガシソネラオー）   |
|        | 3.     | 28     | 中山   | スプリングS            | 11    | 2     | 1人  | 2着      | 芝1800m（良） | 1.51.2  | 山本正司 | -0.3秒    | ダイコーター           |
|        | 4.     | 18     | 中山   | 皐月賞                 | 20    | 19    | 2人  | 14着     | 芝2000m（良） | 2.06.3  | 山本正司 | -1.2秒    | チトセオー             |
|        | 5.     | 16     | 東京   | オープン               | 6     | 6     | 1人  | 1着      | 芝1800m（稍） | 1.52.8  | 山本正司 | 1馬身     | （マサユキ）           |
|        | 5.     | 30     | 東京   | 東京優駿               | 22    | 2     | 2人  | 1着      | 芝2400m（不） | 2.37.5  | 山本正司 | 1 3/4馬身 | （ダイコーター）       |
|        | 9.     | 4      | 函館   | オープン               | 5     | 4     | 1人  | 1着      | 芝1800m（不） | 1.59.2  | 山本正司 | 2 1/2馬身 | （ワイエムトルコ）     |
|        | 10.    | 16     | 阪神   | オープン               | 7     | 1     | 1人  | 1着      | 芝1600m（良） | 1.38.4  | 山本正司 | 2 1/2馬身 | （シルバーヤング）     |
|        | 10.    | 31     | 京都   | 京都杯                 | 7     | 7     | 1人  | 1着      | 芝1800m（稍） | 1.49.9  | 山本正司 | 1/2馬身   | （カワサキオー）       |
|        | 11.    | 14     | 京都   | 菊花賞                 | 18    | 7     | 2人  | 2着      | 芝3000m（重） | 3.13.5  | 山本正司 | -0.1秒    | ダイコーター           |
|        | 12.    | 12     | 阪神   | オープン               | 8     | 8     | 1人  | 1着      | 芝1850m（稍） | 1.55.8  | 武田博   | 5馬身     | （シルバーヤング）     |
| 1966   | 1.     | 3      | 京都   | 金杯                   | 6     | 5     | 1人  | 1着      | 芝2000m（良） | 2.05.8  | 山本正司 | 3馬身     | （リユウドルガ）       |
|        | 3.     | 20     | 阪神   | サンケイ大阪杯         | 15    | 9     | 1人  | 7着      | 芝1900m（良） | 1.57.5  | 山本正司 | -1.1秒    | バリモスニセイ         |
|        | 4.     | 16     | 京都   | オープン               | 8     | 6     | 1人  | 1着      | 芝1600m（重） | 1.39.6  | 武田博   | 1 1/4馬身 | （ブルタカチホ）       |
|        | 4.     | 29     | 京都   | 天皇賞（春）           | 16    | 2     | 2人  | 5着      | 芝3200m（良） | 3.21.0  | 山本正司 | -1.6秒    | ハクズイコウ           |
| 1967   | 7.     | 29     | 函館   | オープン               | 5     | 2     | 2人  | 2着      | 芝1700m（良） | 1.44.0  | 増田久   | -0.4秒    | ニツトエイト           |
|        | 8.     | 18     | 札幌   | オープン               | 5     | 5     | 1人  | 1着      | ダ1700m（良） | 1.45.7  | 井高淳一 | 3馬身     | （キヤツトエイト）     |
|        | 10.    | 22     | 京都   | オープン               | 8     | 8     | 1人  | 1着      | 芝1600m（良） | 1.36.3  | 武田博   | 4馬身     | （ムネヒサ）           |
|        | 11.    | 11     | 京都   | オープン               | 5     | 2     | 1人  | 1着      | 芝1700m（良） | 1.43.5  | 武田博   | 2 1/2馬身 | （ニホンピローホマレ） |
|        | 12.    | 3      | 阪神   | 阪神競馬創設60周年記念 | 7     | 4     | 1人  | 1着      | 芝1900m（良） | 1.56.6  | 山本正司 | 1 1/2馬身 | （シバフジ）           |
|        | 12.    | 17     | 阪神   | 阪神大賞典             | 5     | 3     | 1人  | 競走中止 | 芝3100m（良） | -       | 山本正司 | -         | フイニイ               |

1. タイム欄のRはレコード勝ちを示す。
2. 太字の競走は八大競走。

## 血統表
| キーストンの血統（フェアウェイ系 / Polymelus5×5=6.25%、Orby5×5=6.25%） | キーストンの血統（フェアウェイ系 / Polymelus5×5=6.25%、Orby5×5=6.25%） | キーストンの血統（フェアウェイ系 / Polymelus5×5=6.25%、Orby5×5=6.25%） | （血統表の出典）   | （血統表の出典） |
| 父 *ソロナウェー Solonaway 1946 鹿毛                                   | 父の父Solferino 1940 鹿毛                                              | Fairway                                                                | Phalaris           | Phalaris         |
| 父 *ソロナウェー Solonaway 1946 鹿毛                                   | 父の父Solferino 1940 鹿毛                                              | Fairway                                                                | Scapa Flow         |                  |
| 父 *ソロナウェー Solonaway 1946 鹿毛                                   | 父の父Solferino 1940 鹿毛                                              | Sol Speranza                                                           | Ballyferis         | Ballyferis       |
| 父 *ソロナウェー Solonaway 1946 鹿毛                                   | 父の父Solferino 1940 鹿毛                                              | Sol Speranza                                                           | Sunbridge          |                  |
| 父 *ソロナウェー Solonaway 1946 鹿毛                                   | 父の母Anyway 1935 鹿毛                                                 | Grand Glacier                                                          | Grand Parade       | Grand Parade     |
| 父 *ソロナウェー Solonaway 1946 鹿毛                                   | 父の母Anyway 1935 鹿毛                                                 | Grand Glacier                                                          | Glaspia            |                  |
| 父 *ソロナウェー Solonaway 1946 鹿毛                                   | 父の母Anyway 1935 鹿毛                                                 | The Widow Murphy                                                       | Pomme-de-Terre     | Pomme-de-Terre   |
| 父 *ソロナウェー Solonaway 1946 鹿毛                                   | 父の母Anyway 1935 鹿毛                                                 | The Widow Murphy                                                       | Waterwitch         |                  |
| 母 *リツトルミツジ Little Midge 1957 鹿毛                              | 母の父Migoli 1944 芦毛                                                 | Bois Roussel                                                           | Vatout             | Vatout           |
| 母 *リツトルミツジ Little Midge 1957 鹿毛                              | 母の父Migoli 1944 芦毛                                                 | Bois Roussel                                                           | Plucky Liege       |                  |
| 母 *リツトルミツジ Little Midge 1957 鹿毛                              | 母の父Migoli 1944 芦毛                                                 | Mah Iran                                                               | Bahram             | Bahram           |
| 母 *リツトルミツジ Little Midge 1957 鹿毛                              | 母の父Migoli 1944 芦毛                                                 | Mah Iran                                                               | Mah Mahal          |                  |
| 母 *リツトルミツジ Little Midge 1957 鹿毛                              | 母の母Valerie 1939 鹿毛                                                | Sir Cosmo                                                              | The Boss           | The Boss         |
| 母 *リツトルミツジ Little Midge 1957 鹿毛                              | 母の母Valerie 1939 鹿毛                                                | Sir Cosmo                                                              | Ayn Hali           |                  |
| 母 *リツトルミツジ Little Midge 1957 鹿毛                              | 母の母Valerie 1939 鹿毛                                                | Dereham                                                                | Friar Marcus       | Friar Marcus     |
| 母 *リツトルミツジ Little Midge 1957 鹿毛                              | 母の母Valerie 1939 鹿毛                                                | Dereham                                                                | Lysandra F-No.11-f |                  |

姉の孫にあたるネオキーストン（福島記念、種牡馬）を筆頭に、リットルミッジの子孫には「キーストン」の名を受け継いだ馬が多かった。しかしリットルミッジの系統は1980年代以降衰退し、2000年代中頃に断絶している。キーストンを生産した高岸牧場も現存しない。
一方、いとこのマーシュメドウ（朝日杯三歳ステークス馬ミノル、桜花賞2着馬ニットウヤヨイの母）の子孫は近年もユーセイトップランやウイングアローが活躍を見せている。